# Le Goût de la vengeance
Pour plus de détails, voir Fiche technique et Distribution.
Le Goût de la vengeance (La belva) est un western spaghetti italien réalisé par Mario Costa et sorti en 1970. Il s'agit du dernier film de son réalisateur.

## Synopsis
Johnny Laster, un individu sans scrupules, tente de cambrioler un riche propriétaire, Powers, qui a perçu une forte somme pour la vente de certains de ses biens à la banque.

## Fiche technique
- Titre français : Le Goût de la vengeance ou La Bête[1]
- Titre original italien  : La belva[2]
- Réalisateur : Mario Costa
- Scénario : Mario Costa
- Photographie : Luciano Trasatti (it)
- Montage : Nella Nannuzzi
- Musique : Stelvio Cipriani
- Décors : Francesco Calabrese
- Production : 	Francesco Paolo Prestano
- Société de production : Nadir Cinematografica
- Pays de production :  Italie
- Langue originale : italien
- Format : Couleur par Telecolor - 2,35:1 - Son mono - 35 mm
- Durée : 83 minutes
- Genre : Western spaghetti
- Dates de sortie :
  - Italie : 12 septembre 1970
  - France : 9 août 1972

## Distribution
- Klaus Kinski : Johnny Laster
- Gabriella Giorgelli : Juanita
- Steven Tedd : Ricardo
- Paolo Casella (sous le nom de « Paul Sullivan ») : Glen
- Guido Lollobrigida (sous le nom de « Lee Burton ») : Bowens
- Luisa Rivelli : Nancy Powers
- Giovanni Pallavicino : Machette
- Giuliano Raffaelli : Gary Pinkerton
- Andrea Aureli : le père de Ricardo
- Remo Capitani : le shérif
- Louis Chavarro : William
- Cristina Iosani : Olga
- Ivana Novak : Maud
- Grazia Di Marzà : La mère de Ricardo
- Fiona Florence : Conchita, la cigarière
- Gioia Garson : Jenny
- Vittorio Mangano : Frère Luis
- Pilù : Juanito
- Antonio Anelli : Richard Powers
- Bruno Ariè : Blanco
- Bruno Boschetti : Pepe
- Carla Mancini : une fille du saloon
- Sandro Scarchilli : un homme de main de Machete
- Sergio Scarchilli : un mendiant